# Juan Ignacio Sánchez
Juan Ignacio Sánchez Brown (Pepe Sánchez, ur. 8 maja 1977 w Bahía Blanca) – argentyński koszykarz, rozgrywający. Mistrz olimpijski z Aten. 
Mierzący 190 cm wzrostu koszykarz zawodową karierę zaczynał w sezonie 1994/1995 w Deportivo Roca. W ojczyźnie grał także w Estudiantes de Bahía Blanca. W 1996 wyjechał do USA i rozpoczął studia na Temple University. W 1999 roku poprowadził swój zespół Owls do rozgrywek Elite Eight NCAA, gdzie zostali oni pokonani przez Duke. Rok później, jako senior, został zaliczony przez Associated Press do All-American Third Team, pomimo iż notował zaledwie 5,6 punktu, ale przy tym 8 asyst, 5,5 zbiórki i 3,4 przechwytu. Studia ukończył w  2000 ze specjalizacją z historii. Uczelnię opuszczał jako drugi najlepiej przechwytujący (365) zawodnik w historii NCAA, aktualnie jest trzeci.  
W 2000 roku przystąpił do draftu w aż pięciu ligach - CBA (III runda, #26), ABA (IV runda, #31), IBL (II runda, #12), USBL (I runda, #11) oraz NBA. Został pominięty jedynie w naborze w NBA. Wystąpił jednak w letniej lidze NBA (Boston Summer League), w barwach Philadelphia 76ers i to właśnie ten zespół zaproponował mu kontrakt.
22 lutego 2001 roku został wysłany do Atlanty, a wraz z nim Toni Kukoc, Nazr Mohammed oraz Theo Ratliff. W przeciwnym kierunku powędrowali natomiast Roshown McLeod i Dikembe Mutombo. Rozegrał tam jedynie 5 spotkań, po czym został zwolniony 12 marca. 3 dni później powrócił do 76ers. Następnie podpisał umowę z greckim Panathinaikosem.
W sezonie 2001/02 wygrał z Panathinaikosem Euroligę. 10 października 2002 roku podpisał umowę z Detroit Pistons. Występował sporadycznie i w sumie rozegrał zaledwie 9 spotkań w całym sezonie. We wrześniu 2003 został wytransferowany do Golden State Warriors wraz z Cliffordem Robinsonem, w zamian za Boba Surę. Pod koniec października, jeszcze przed rozpoczęciem rozgrywek zasadniczych został zwolniony przez klub z Kalifornii.
W 2003 trafił do hiszpańskiej Etosy Alicante, a rok później do mocniejszego klubu z tego kraju - Unicaji Málaga. W Maladze spędził trzy lata, w 2006 został mistrzem Hiszpanii.
W seniorskiej reprezentacji Argentyny debiutował w 1998. Trzykrotnie brał udział w MŚ (1998, 2002, 2006). Może się poszczycić złotem z Aten i srebrnym medalem MŚ 2002.

## Osiągnięcia

### NCAA
- Uczestnik rozgrywek:
  - Elite 8 turnieju NCAA (1999)
  - II rundy turnieju NCAA (1997, 1999, 2000)
  - turnieju NCAA (1997–2000)
- Mistrz:
  - turnieju konferencji Atlantic 10 (2000)
  - sezonu regularnego Atlantic 10 (1998, 1999, 2000)
- Zawodnik Roku Konferencji A–10 (2000)[4]
- 2-krotny zdobywca nagrody Robert V. Geasey Trophy (1999–2000)[5]
- Zaliczony do III składu All-American przez Associated Press (2000)

### Klubowe
- Mistrz Euroligi (2002)
- Mistrz Hiszpanii (2006)
- Zdobywca Pucharu Hiszpanii (2005)
- Lider hiszpańskiej ligi ACB w asystach (2004 - 6,3 as.)

### Reprezentacja
- Mistrz:
  - olimpijski (2004)
  - Ameryki (2001, 2011)
- Wicemistrz:
  - świata (2002)
  - Ameryk (2003)
  - Ameryki Południowej (1999)
- Brązowy medalista turnieju FIBA Diamond Ball (2004)
- Uczestnik mistrzostw świata:
  - 1998, 2002, 2006
  - U–19 (1995 – 6. miejsce)
- Lider mistrzostw świata:
  - w asystach (2006)
  - U–19 w przechwytach (1995)[6]